# Kojšov
Kojšov (bis 1927 slowakisch auch „Kolšov“; deutsch Koischdorf, ungarisch Kojsó) ist eine Gemeinde im Osten der Slowakei mit 690 Einwohnern (Stand 31. Dezember 2024), die zum Okres Gelnica, einem Kreis des Košický kraj gehört.

## Geographie

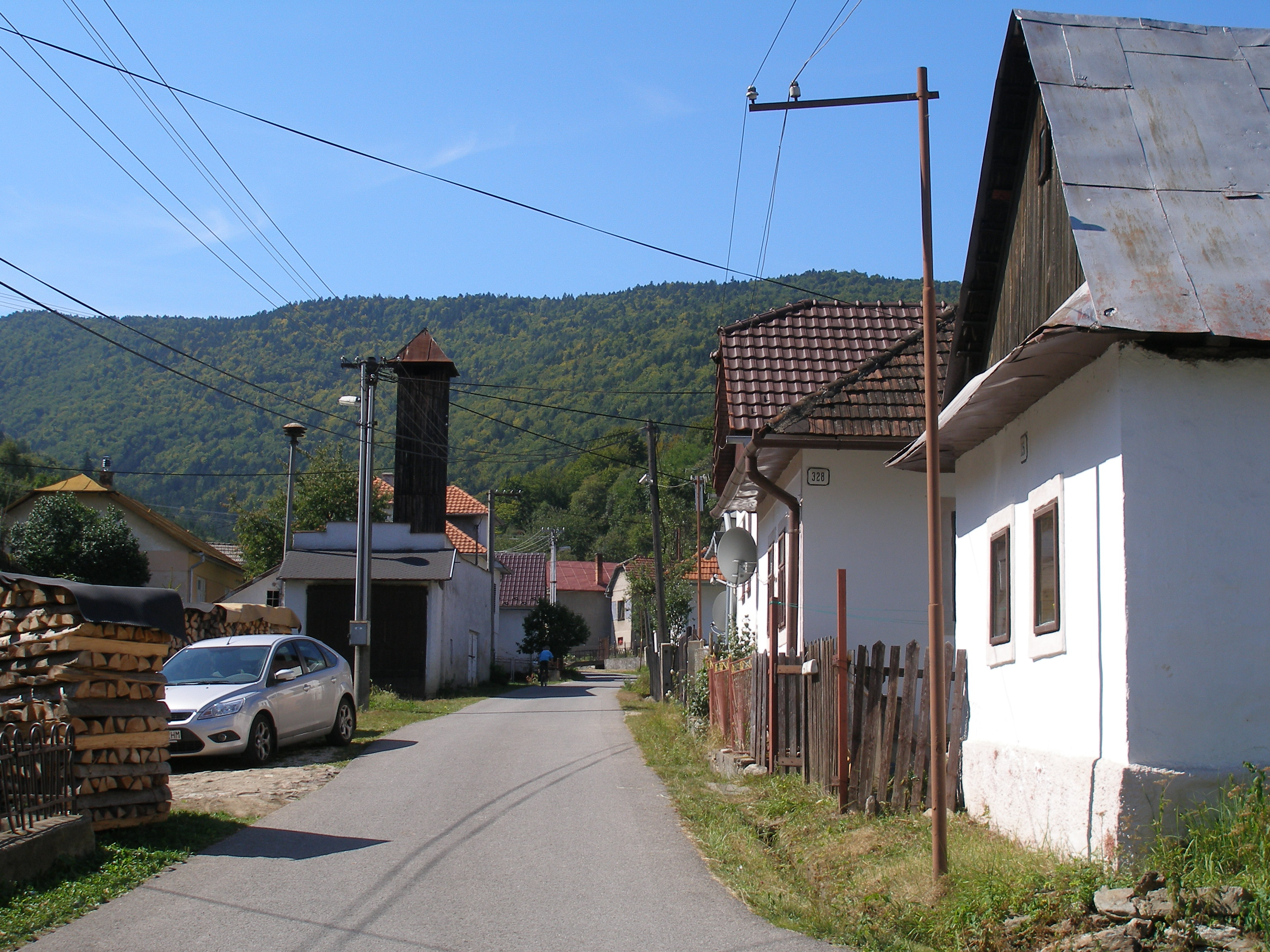
Ortsansicht

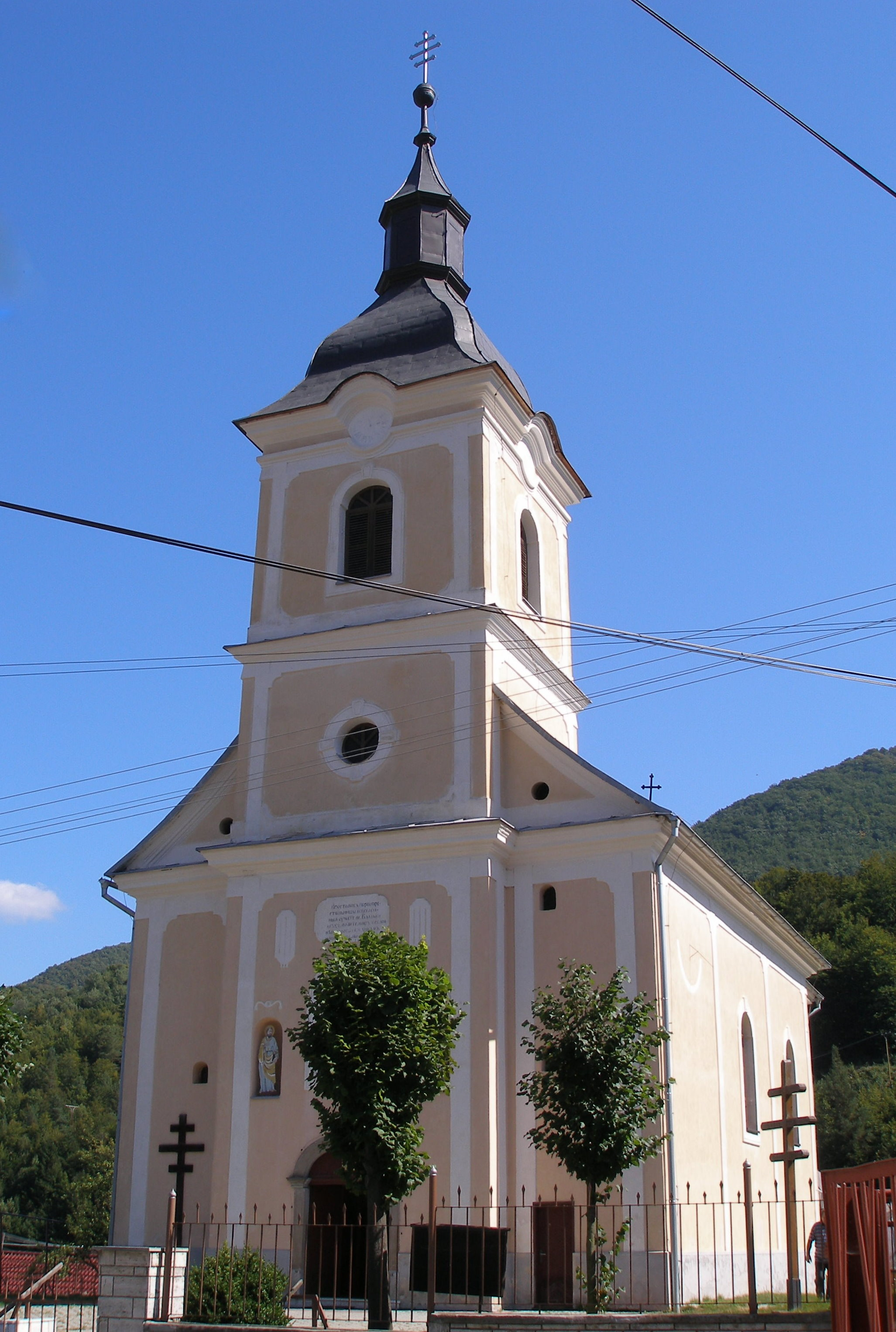
Griechisch-katholische Kirche im Ort

Die Gemeinde befindet sich im Tal des Baches Rieka, einem Seitental im Einzugsbereich des Hnilec (deutsch Göllnitz) im Gebirge Volovské vrchy (einem Teil des Slowakischen Erzgebirges). Das Gemeindegebiet ist demgemäß weitgehend gebirgig: Der niedrigste Punkt liegt auf einer Höhe von 420 m n.m., der höchste Punkt ist 1246 m n.m. hohe Spitze des Berges Kojšovská hoľa (deutsch Koischdorfer Höhe) südlich des Ortes. Das Ortszentrum liegt auf einer Höhe von 471 m n.m. und ist 14 Straßenkilometer von Gelnica sowie 37 Straßenkilometer von Košice entfernt.

## Geschichte
Kojšov wurde zum ersten Mal 1368 als Koys schriftlich erwähnt und dann erst 100 Jahre später als Teil des Herrschaftsguts von Zipser Burg. Die Lage des Ortes bestimmte die Haupteinnahmequellen: Landwirtschaft (Schaf- und Viehzucht), Forstwirtschaft sowie Bergbau im 16. Jahrhundert. 1828 sind 129 Häuser und 933 Einwohner verzeichnet.

## Bevölkerung
| Jahr                | 1994 | 2004    | 2014    | 2024    |
| ------------------- | ---- | ------- | ------- | ------- |
| Anzahl der Personen | 789  | 749     | 713     | 690     |
| Unterschied         |      | −5,06 % | −4,80 % | −3,22 % |

| Jahr                | 2023 | 2024    |
| ------------------- | ---- | ------- |
| Anzahl der Personen | 698  | 690     |
| Unterschied         |      | −1,14 % |

Ergebnisse nach der Volkszählung 2001 (774 Einwohner):
| Nach Ethnie: - 98,52 % Slowaken - 9,27 % Zigeuner - 0,13 % Polen - 0,13 % Tschechen | Nach Konfession: - 66,40 % griechisch-katholisch - 23,79 % römisch-katholisch - 5,51 % orthodox - 2,69 % konfessionslos |

## Bauwerke
- griechisch-katholische Peter-und-Paul-Kirche von 1806

## Söhne und Töchter der Gemeinde
- Juraj Jakubisko (1938–2023), slowakischer Regisseur